# Joan de Capadòcia
Joan de Capadòcia fou un dels prefectes pretorià de l'Est en l'època de Justinià I del (532–541)
El 530 fou nomenat prefecte del pretori a l'Orient, i fou encarregat de la revisió del Codi de Justinià, que va acabar en 534. En l'administració de les províncies es va destacar per la seva rapacitat i opressió fiscal i es va fer odiós al poble.
Gaudint de la confiança de l'emperador va mantenir el seu sistema durant trenta anys; es va oposar a la Guerra Vandàlica, però aquest cop Justinià no el va escoltar. Les forces de Belisari, quan van arribar a Modon, es van veure afectades per una epidèmia a causa del fet que les provisions subministrades per Joan s'havia estalviat tot el possible i s'havien fet malament. Belisari es va queixar a l'emperador però Joan va romandre sense càstig.
Finalment va caure víctima d'un complot planejat per l'emperadriu Teodora i la seva amiga Antonina, dona de Belisari, que van fingir un acord conspiratiu amb el ministre i van posar alguns espies imperials a escoltar la conversa. Justinià quan se'n va assabentar el va destituir i el va obligar a agafar l'hàbit de monjo, però al cap de poc temps li va retornar les seves terres i va viure amb esplendor a Cízic (541).
El 545 l'emperadriu Teodora el va acusar de prendre part a la mort del bisbe de Cízic, mort en un tumult, i l'emperador el va desterrar a Egipte, on va viure pobrament, fins que a la mort de Teodora va poder tornar a Constantinoble, on va viure com a monjo i va morir obscurament.
- El nom correspon també a dos patriarques de Constantinoble:
  - Joan II de Constantinoble
  - Joan IV de Constantinoble

El dos foren més coneguts com a Joan de Capadòcia.